# Nordåsvatnet
Nordåsvatnet eller Nordåsvannet är en insjöliknande arm av Grimstadfjorden i Bergens kommun i Hordaland, Norge. Den ligger cirka 10 kilometer söder om stadskärnan, och kallas även Fjøsangerfjorden.
Längs Nordåsvatnet ligger flera kända platser, bland annat Gamlehaugen, kungabostaden i Bergen, och Troldhaugen, Edvard och Nina Griegs hem. Vid Nordåsvatnet grävdes på 1970-talet en mellanistidsfyndplats med 130 000 år gamla fossiler ut.